# Utrecht Maliebaan vasútállomás
Utrecht Maliebaan vasútállomás vasútállomás Hollandiában, Utrecht tartományban, Utrecht városában. Az állomás utasforgalmi szempontból bezárt, helyén jelenleg a Spoorwegmuseum található.

## Vasútvonalak
Az állomást az alábbi vasútvonalak érintik:
- Hilversum–Lunetten-vasútvonal

## Kapcsolódó állomások
A vasútállomáshoz az alábbi állomások vannak a legközelebb:
- Utrecht Centraal